# Silla
Silla (korejsky hangul: 신라, hanča: 新罗) bylo jedním ze Tří království, která se rozkládala na Korejském poloostrově v 1. tisíciletí n. l. od roku 57 př. n. l. do 935 n. l., přičemž Silla v období od roku 668 je označována jako pozdní či sjednocená.

## Historie

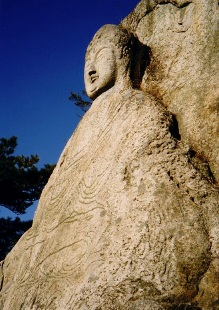
Do skály vytesaná socha Buddhy ze 7. století, okolí Kjongdžu

Podle tradice byla Silla založena v roce 57 př. n. l. bojovníkem jménem Pak Hjokkose, který se stal prvním vládcem království, a trvala až do roku 935. Vyvinula se z konfederace Samhan – volného svazu malých rodových městských ministátů. Až král Nemul vládnoucí v letech 356–402 zřídil dědičnou monarchii. S narůstající vojenskou silou zaútočila ve 4. století na sousední království Kaja a ovládla ho. Během panování krále Činhunga (540–576) se rychlým tempem rozvinula královská armáda. V době svého největšího rozmachu (politického, kulturního, ekonomického) se jí podařilo s pomocí armády čínské dynastie Tchang své rivaly na poloostrově překonat – království Pekče v roce 660 za vlády krále Mujo a nakonec i Kogurjo v roce 668 za vlády krále Munmu. Tak Silla sjednotila pod svou vládou téměř celý poloostrov a začala se nazývat Sjednocená Silla. Pouze severní část, kterou nedokázala ovládnout, se transformovala v roce 669 na království Parhe. Po staletích existence a postupného rozmachu nakonec Sjednocená Silla podlehla hlavně vnitřnímu rozkladu a nástupnictví převzalo nově vytvořené království Korjo.
Hlavním městem království bylo dnešní Kjongdžu.

## Kultura
Právě v období Tří království a později sjednocené Silly došlo ke značnému civilizačním pokroku korejské civilizace. V této době se vytvořila státní struktura, byl přijat buddhismus (největšího rozmachu dosáhl v tomto období) a také kulturní rozvoj. Buddhismus byl podporovaný státem a rychle se rozšířil do celého království. Stavělo se hodně svatyní, z nichž nejznámější jsou Hwangjong-se, Pulguk-se a Sokkuram. Dřevěné pagody se přestavovaly na kamenné.
Mnoho hrobek a také jiných pozůstatků z období Silla se dosud nachází v Kjongdžu a jeho okolí. V roce 2000 byly historické pamětihodnosti Kjongdžu s okolím zapsány do seznamu světového dědictví UNESCO. Z období království Silla pochází astronomická observatoř Čomsongde, postavené v roce 632. Je to kamenná stavba reprezentující 362 dní lunárního roku.

## Galerie

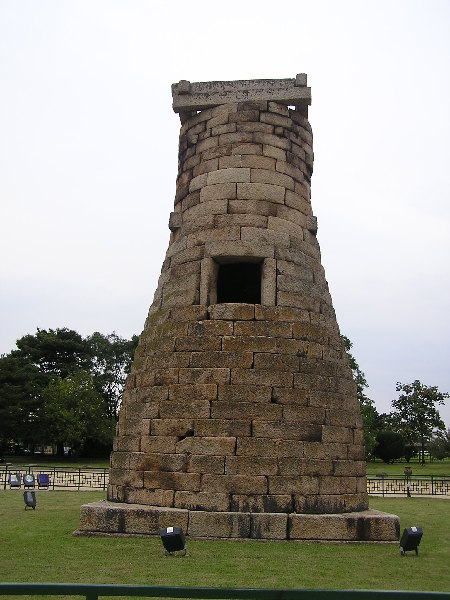
Astronomické observatoř Čomsongde
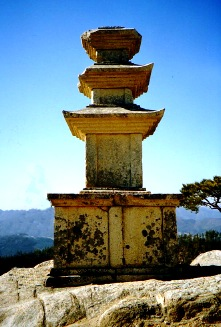
Kamenná pagoda z období Silla v okolí Kjongdžu
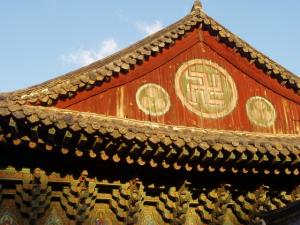
Fragment buddhistické svatyně